# Melanospora pegleri
Melanospora pegleri är en svampart som beskrevs av D. Hawksw. & A. Henrici 1999. Melanospora pegleri ingår i släktet Melanospora och familjen Ceratostomataceae.   Inga underarter finns listade i Catalogue of Life.